# Sønder Tyrstrup Herred
Sønder Tyrstrup Herred var et herred i Haderslev Amt. Det opstod ved delingen af Tyrstrup Herred efter krigen i 1864. Dets 8 nordlige sogne kom til at udgøre Nørre Tyrstrup Herred, der blev indlemmet i kongeriget Danmark, mens de 7 sydlige sogne kom til at udgøre Sønder Tyrstrup Herred, der forblev under Haderslev Amt og stadig er en del af Sønderjylland.
I herredet ligger følgende sogne:
- Aller Sogn
- Bjerning Sogn
- Fjelstrup Sogn
- Frørup Sogn
- Hjerndrup Sogn
- Stepping Sogn
- Tyrstrup Sogn